# Vole, jeunesse !
Pour plus de détails, voir Fiche technique et Distribution.
Vole, jeunesse ! est un film mexicain comique sorti en 1947, dont le rôle principal est joué par Mario Moreno « Cantinflas », avec la participation de Julio Vilareal, Miroslava et Ange Garasa. 
Produit par Pose Films S. A. et distribué internationalement par Columbia Pictures, il est dirigé par Miguel M. Delgado.

## Synopsis
Cantinflas se présente comme apprenti à l'école d'aviation, se joint à un autre inconnu et ils se confondent mutuellement comme des instructeurs, et par erreur sortent pour voler un avion déjà préparé pour battre un record d'endurance dans l'air. Les deux apprentis battent le record de vol dans un Beechcraft C-45 Expeditor.
Un propriétaire force un paysan de sa ferme (Cantinflas) à se fiancer avec sa fille, une fille peu attirante. Le paysan doit ensuite retourner terminer son service militaire dans l'Armée de l'air, de sorte que le mariage est reporté.
Déjà dans le régiment, il tente sans succès d'être emprisonné pour indiscipline (et donc de ne pas revenir avec sa nouvelle fiancée), car il est amoureux de la servante de l'hacienda. Tandis qu'il essaie être incarcéré, il apprend à voler avec un instructeur pas aussi entraîné que l'on pourrait s'y attendre...

## Distribution
- Mario Moreno : Cantinflas
- Angel Garasa : Repelas
- Daniel 'Chino' Herrera
- Andrés Soler
- Carolina Barret
- Julio Villarreal
- Maruja Grifell
- Francisco Jambrina
- Roberto Cañedo
- Manuel Trejo Moraux
- Estanislao Shilinsky
- Miroslava Stern : María
- Joaquín Cordero